# 白喉扇尾鶲
白喉扇尾鶲（学名：Rhipidura albicollis）为鶲科扇尾鶲属的鸟类。其种加词“albicollis”意为“白色的脖子”。该物种的模式产地在孟加拉国。

## 亚种
- 白喉扇尾鶲指名亚种（学名：Rhipidura albicollis albicollis）。在中国大陆，分布于西藏、四川、云南、贵州、广西、广东、海南等地。该物种的模式产地在孟加拉国。[3]